# Улица Маслякова
Улица Маслякова — улица в Нижнем Новгороде. Начинается у площади Максима Горького, идёт на запад, и за перекрёстком с Малой Покровской улицей переходит в Похвалинский съезд.
Названа в честь младшего лейтенанта Г. Г. Маслякова (1925—1943), посмертно получившего звание Героя Советского Союза за мужество при форсировании Днепра. Прежнее наименование улицы — Прядильная — связано с занятием живших на ней горожан.

## Здания и сооружения
- № 1 — Здание училища им. императора Александра II (начало XX века). Объект культурного наследия регионального значения[3].
- № 2/4 — Доходный дом Кривицкого (1890-е годы). Объект культурного наследия регионального значения.
- № 14 — Дом Е. А. Березина (1911 год). Объект культурного наследия регионального значения[4].
- № 16 — Дом Моренова (1880 год). Объект культурного наследия регионального значения.

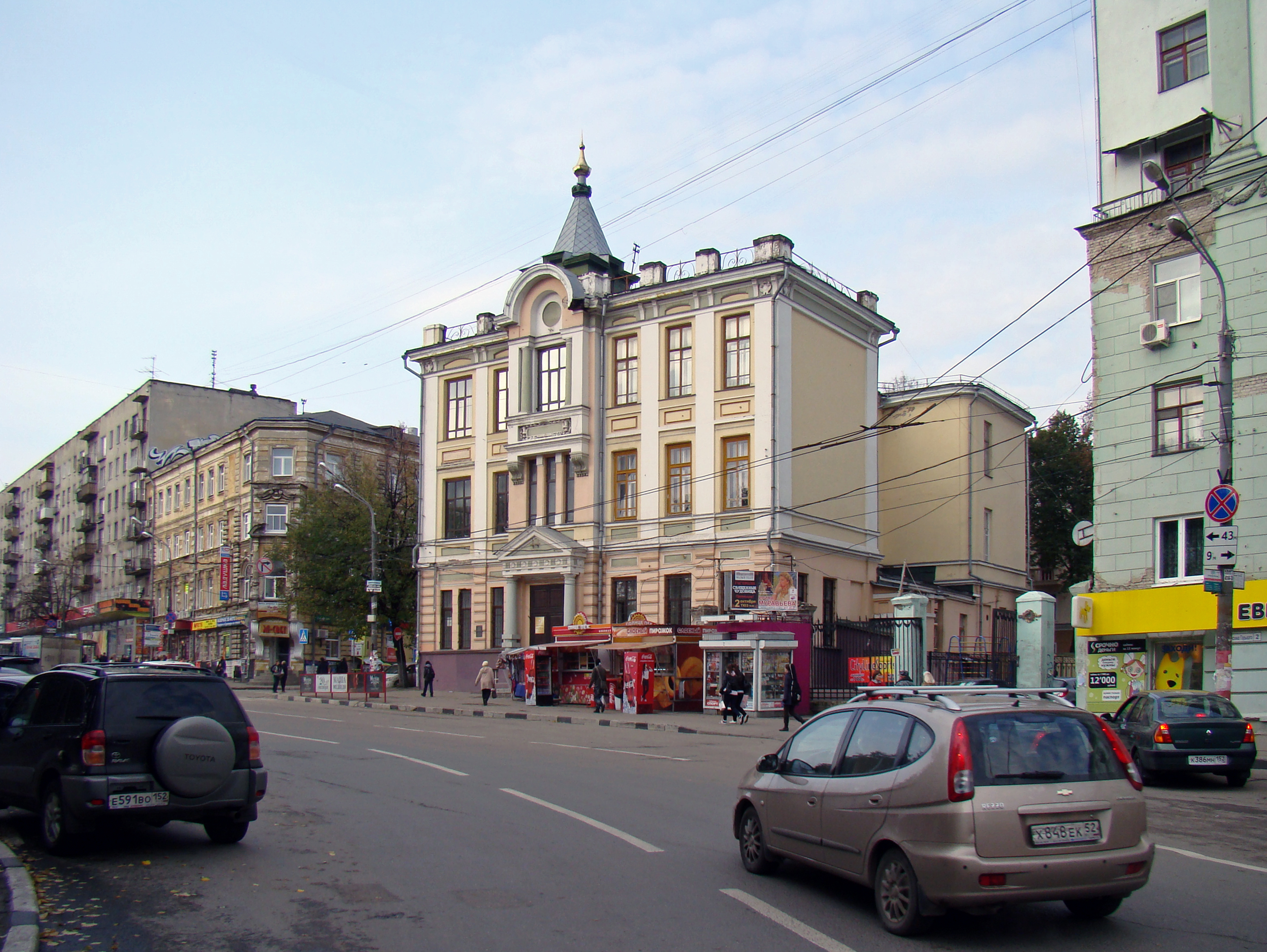
Здание училища им. императора Александра II
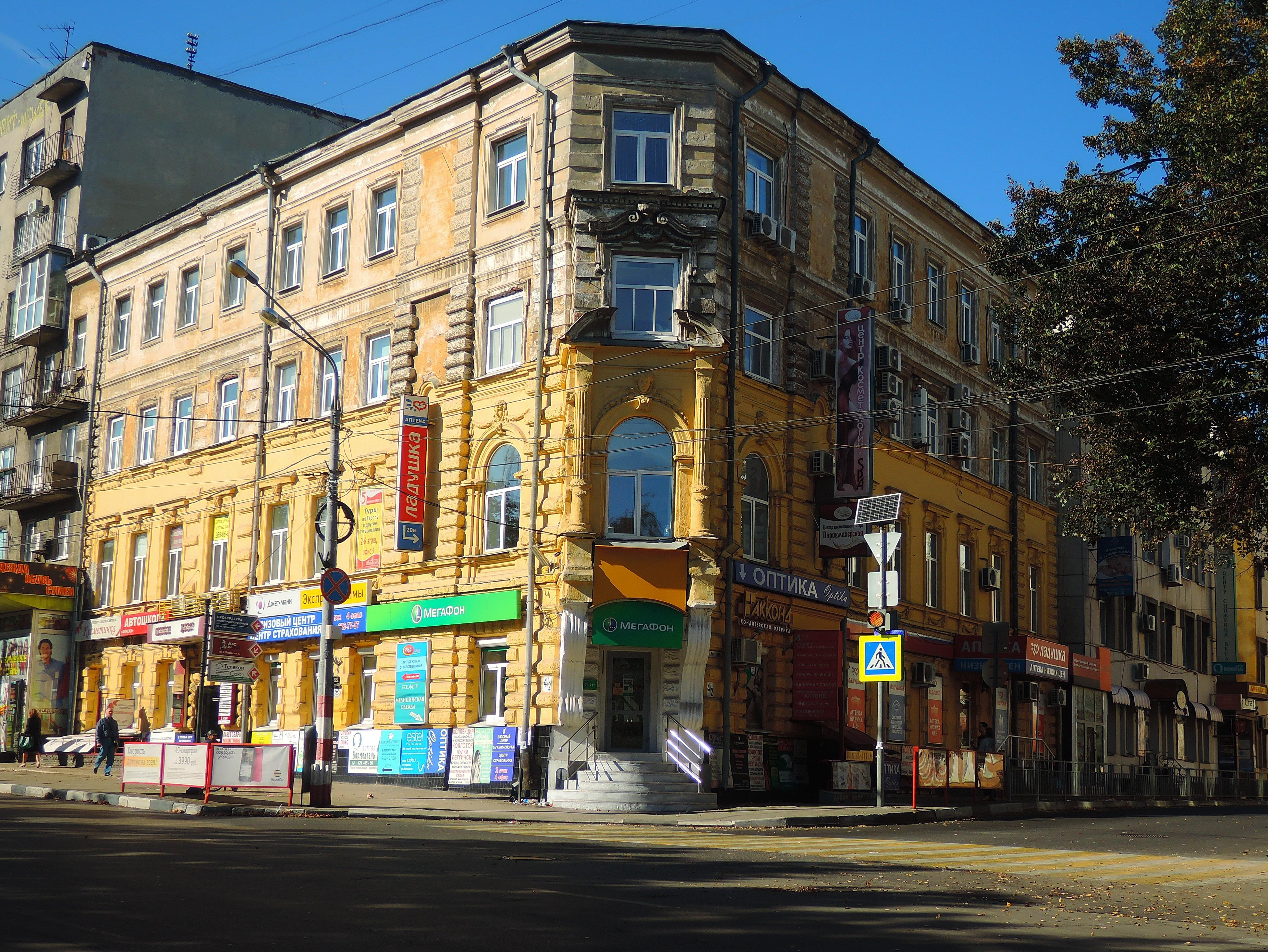
Доходный дом Кривицкого
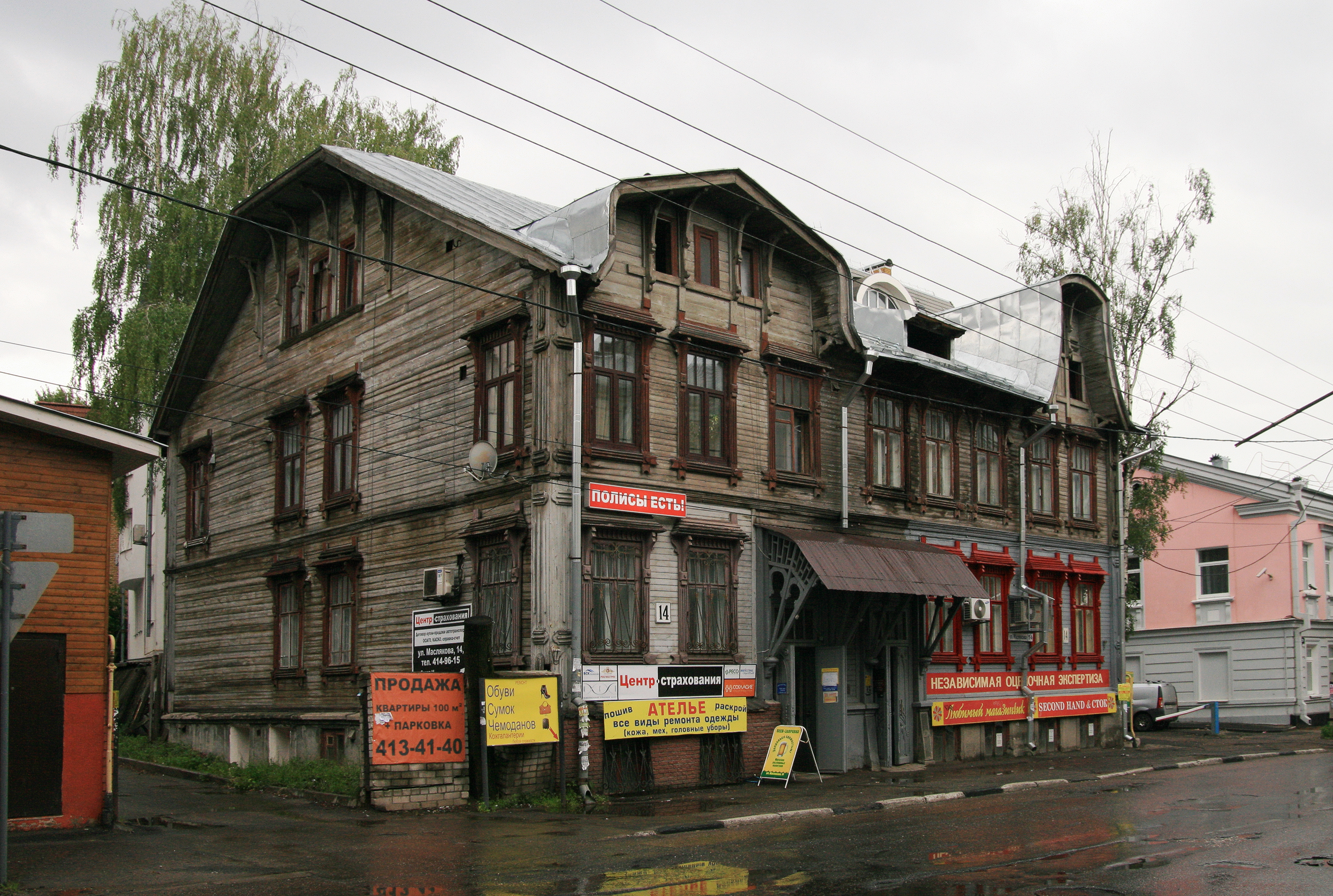
Дом Березина
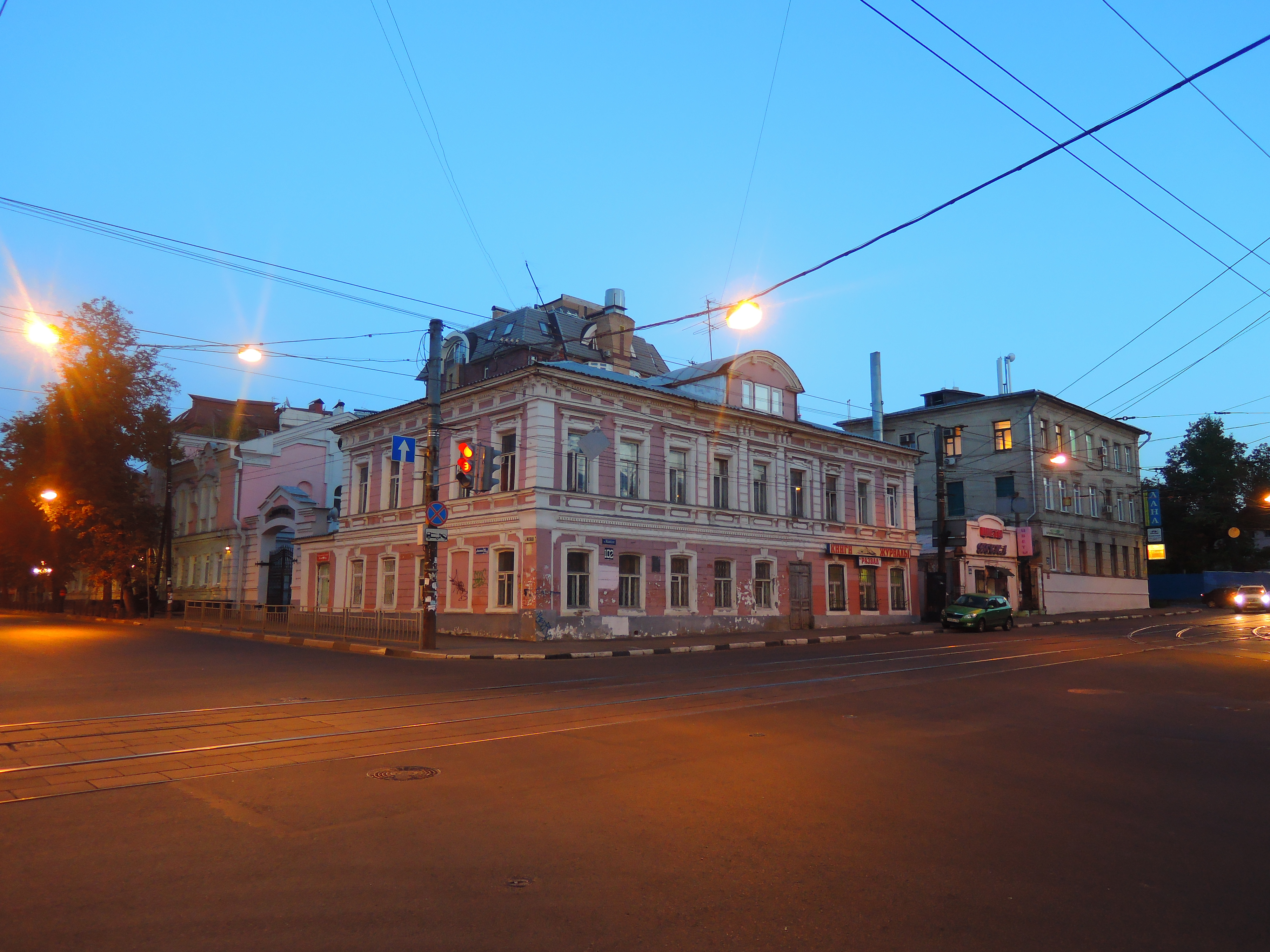
Дом Моренова